# Маскелайн, Невил (иллюзионист)
Невилл Маскелайн (англ. John Nevill Maskelyne; 1863—1924) — британский иллюзионист и изобретатель, некоторыми историками науки характеризуется как «первый в истории хакер».

## Биография
Родился в семье известного иллюзиониста и изобретателя Джона Маскелайна, работал вместе с отцом и его партнёром Дэвидом Девантом в знаменитом Египетском зале на Пикадилли.
В 1911 году Н. Маскелайн вместе с Д. Девантом издал книгу «Наша магия: искусство, теория и практика» (англ. Our Magic: The Art in Magic, the Theory of Magic, the Practice of Magic). В этой книге, имевшей огромный успех, освещены принципы работы иллюзионистов, с упором на их общественную значимость, технические стороны создания иллюзий, а также подробно описаны 12 фокусов из выступлений Маскелайна и Деванта. После ухода в отставку Д. Деванта в 1914 году Невил взял на себя его функции и выполнял их до смерти отца в 1917 году. После смерти отца Невил унаследовал контрольный пакет акций компании Maskelyne’s Ltd.
Наряду с практикой иллюзиониста, Невил проявлял интерес к астрономии, и совместно с американским астрономом Джоном Бэконом (1846—1904) в 1900 году в Северной Каролине организовал первую киносъёмку солнечного затмения.
Н. Маскелайн умер в 1924 году. Его сын, Джаспер, также стал известным иллюзионистом. Джаспер Маскелайн, «военный фокусник», служил в британских инженерных войсках и сыграл значительную роль в маскировочном обеспечении британской армии в Северной Африке во время Второй мировой войны.

## Инцидент с Маркони
Как и его отец, Н. Маскелайн интересовался техникой, в частности, вёл разработки в области беспроводной телеграфии в целях использования её в своих иллюзионистских опытах. В 1900 году он сумел отправить сообщение с наземной станции на приёмник, находившийся на воздушном шаре, парившем на высоте в 16 километров. Маскелайн работал над совершенствованием различных приёмников, но при этом никогда не пытался запатентовать свои изобретения — возможно, из опасения утечки информации о секретах его фокусов. Работы Маскелайна находились в прямой конкуренции с разработками Г. Маркони, который, в отличие от Маскелайна, их патентовал и стремился создать себе репутацию мирового лидера в области беспроводной связи, не гнушаясь подтасовками и фальсификациями. В частности, Маркони заявлял, что принцип беспроводной связи и первый приёмник изобрёл именно он, в то время как конструкция приёмника в запатентованной им первоначальной аппаратуре была похожа — с некоторыми отличиями — на созданный ранее прибор Александра Попова, сам же принцип передачи электромагнитных волн Генрих Герц открыл ещё в 1888 году, а к моменту первого патента Маркони Никола Тесла имел уже 17 патентов в области радиотехники.
В феврале 1903 года Маркони опубликовал в лондонской газете St.James Gazette заявление, что может осуществить «абсолютно надёжную» в части перехвата передачу сообщения по «беспроволочному телеграфу». Демонстрация системы Маркони была назначена на июнь. Согласно условиям, Маркони, находясь в 300 километрах от Лондона в Корнуолле, должен был отправить сообщение, а британский физик Джон Флеминг принять его в лекционном зале Королевского института. Но за несколько минут до того, как Флеминг должен был получить сообщение Маркони, тишину нарушило тиканье проекционного фонаря театра, с помощью которого лектор показывал слайды. Помощник Флеминга Артур Блок понял, что кто-то передаёт сообщение азбукой Морзе. Когда текст присланного сообщения был прочитан, Флеминг и его коллеги сначала увидели переданное несколько раз слово «вздор», после чего следовало: «Один человек, итальянец, всех обманул, негодяй». Присутствующие были в шоке. После этого, за несколько секунд до поступления сигнала из Корнуолла «альтернативная» передача прекратилась, и сообщение от Маркони прошло нормально, что, впрочем, уже не могло повлиять на эффект от предыдущего сообщения. Этот эпизод некоторые историки науки интерпретируют как первую в мире хакерскую атаку.
Сам Маркони предпочёл никак не отреагировать на скандал, но Флеминг был в бешенстве и опубликовал на страницах «Таймс» письмо, в котором назвал произошедшее «научным хулиганством» и «поруганием традиций Королевского института», а также попросил читателей помочь в поисках виновного. Через четыре дня «виновник», которым был Н. Маскелайн, опубликовал ответ, в котором раскрыл свою методику взлома системы Маркони.
Причиной данного инцидента было то, что руководство «Восточной телеграфной компании», занимавшейся прокладкой подводных кабелей между странами и континентами, увидело со стороны Маркони угрозу своему финансовому благополучию, в связи с чем обратилось к Невиллу Маскелайну с предложением дискредитировать разработки Маркони, на что он дал согласие и решил воспользоваться объявленной трансляцией сообщения Маркони из Корнуолла. На утёсах к западу от деревни Порткерно в Корнуолле Маскелайн на деньги компании соорудил 50-метровую радиомачту (её остатки сохранились до настоящего времени), чтобы с её помощью проверить, можно ли перехватить передачи разрекламированной «сверхконфиденциальной» системы Маркони. Получив подтверждение этому, Маскелайн в день передачи разместился в близлежащем мюзик-холле с телеграфным ключом и простым передатчиком, настроенным на частоту передачи Маркони. Перед тем, как сигнал Маркони должен был пойти из Корнуолла в Лондон, Маскелайн передал в Лондон сначала всё, что думал по поводу «сверхконфиденциальности» системы Маркони, а затем — свой поэтический «экспромт».
После публикации Маскелайна Флеминг почувствовал себя оскорблённым действиями иллюзиониста, доказывая на страницах газет, что его действия — преступление против науки. Широкая общественность, однако, приняла сторону Маскелайна, популярность которого как иллюзиониста после этого случая резко выросла.

## Публикации
- Our Magic: The Art in Magic, the Theory of Magic, the Practice of Magic (в соавторстве с Д.Девантом)
- On the Performance of Magic.